# Hypoestes egena
Hypoestes egena är en akantusväxtart som beskrevs av Raymond Benoist. Hypoestes egena ingår i släktet Hypoestes och familjen akantusväxter. Inga underarter finns listade i Catalogue of Life.